# Crystal Harris
Crystal Harris (Lake Havasu City, 29 de abril de 1986) é uma modelo e cantora anglo-americana. Foi a Playmate do Mês da revista masculina Playboy em Dezembro de 2009.

## Biografia
Os pais de Harris são britânicos e trabalhavam na área do entretenimento no parque temático da Inglaterra em Lake Havasu City, no Arizona, Estados Unidos. Após o nascimento de Crystal, eles retornaram para a Inglaterra, e logo depois retornaram aos Estados Unidos novamente para se resolverem de forma permanente em San Diego, Califórnia, onde Crystal e suas duas irmãs cresceram. Foi introduzida à indústria musical pelo seu falecido pai, Ray Harris, que era cantor e compositor.
Crystal atendeu ao colégio La Jolla High School e foi para a Universidade do Estado de San Diego, se formando em psicologia, quando se tornou modelo. Foi nesse período que ela tomou a atenção da Playboy. Ela conheceu Hugh Hefner no Halloween de 2008. Logo, apareceu como “Co-Ed of the week” (co-editora da semana) no site oficial da Playboy na semana de 30 de Outubro de 2008, sobre o nome de Crystal Carter. Desde 2009, Harris começa a fazer aparições no programa da E! The Girls Next Door.
Em Janeiro de 2009, começou a namorar Hugh Hefner, junto às gêmeas Karissa Shannon e Kristina Shannon, depois que as suas antigas namoradas Holly Madison, Bridget Marquardt e Kendra Wilkinson o deixaram.
Em Abril de 2010, Harris assinou um contrato com a gravadora Orgânica Music Group, do aclamado produtor de discos Michael Blakey. O nome de seu primeiro single é "Club Queen" que foi lançado no segundo semestre de 2011.
Harris também apareceu em um episódio da segunda temporada da famosa série da MTV The Hills (No Brasil transmitido pelo canal de TV paga Multishow).
No dia 24 de dezembro de 2010, na véspera de Natal, aceitou o pedido de noivado de Hugh Hefner para se tornar a sua terceira esposa. Em 14 de Junho de 2011, mais precisamente no dia do lançamento de seu primeiro single "Club Queen", ela cancelou o casamento sem explicações e foi embora da Playboy Mansion. No mesmo mês, foi ao ar nos Estados Unidos um documentário sobre o acontecimento intitulado "Hef's Runaway Bride" (A Noiva Fugitiva de Hef). Depois dos fatos, foi apelidada pelos fãs da marca Playboy de Crusty (Rabugenta) Harris.
Em janeiro de 2024 lançou um livro de memórias intitulado "Only Say Good Things: Surviving Playboy and Finding Myself", onde denuncia o ambiente tóxico que alegadamente vivenciou na Mansão Playboy.